# История Мин
История Мин (кит. упр. 明史, пиньинь Míng Shǐ) — одна из китайских исторических работ, известных как Династийные истории. Состоит из 332 томов и покрывает историю империи Мин с 1368 по 1644 годы.
По китайской традиции, «История Мин» была написана учёными при дворе следующей династии, Цин, на основе секретных историй минских императоров, собирательно известных как «Доподлинные хроники династии Мин» (Мин шилу).
Составление истории началось во время правления Императора Шуньчжи и было завершено в 1739 году в эпоху правления Цяньлуна, хотя большинство томов было написано в эпоху императора Канси.